# Christine-Nöstlinger-Preis für Kinder- und Jugendliteratur
Der Christine-Nöstlinger-Preis für Kinder- und Jugendliteratur ist ein nach der österreichischen Kinder- und Jugendbuchschriftstellerin Christine Nöstlinger benannter Literaturpreis, der 2021 erstmals vergeben wurde.

## Geschichte
Die Kulturabteilung der Stadt Wien, die Nachlassverwaltung Christine Nöstlingers Buchstabenfabrik der 2018 verstorbenen Wiener Schriftstellerin Christine Nöstlinger und der Hauptverband des österreichischen Buchhandels verleihen seit 2021 den mit 10.000 Euro dotierten Christine-Nöstlinger-Preis für Kinder- und Jugendliteratur.

## Preisträger
- 2021: Michael Roher[1]
- 2022: Linda Wolfsgruber
- 2023: Lilly Axster[2]
- 2024: Heinz Janisch[3]
- 2025: Verena Hochleitner[4]